# Anton Rop

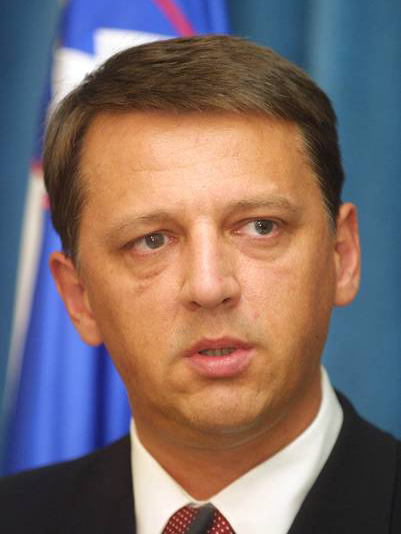
Anton Rop

Anton Rop (* 27. Dezember 1960 in Ljubljana) war vom 19. Dezember 2002 bis zum 3. Dezember 2004  der vierte Ministerpräsident Sloweniens. Bis 2005 war er zudem Vorsitzender der Liberaldemokratie Sloweniens.
Rop schloss im Jahr 1984 sein Ökonomiestudium am Institut für Volkswirtschaftslehre der Universität Ljubljana ab. Er war von 1985 bis 1992 stellvertretender Direktor des Slowenischen Instituts für Makroökonomische Analyse und Entwicklung (Institut za makroekonomske raziskave in razvoj). 1993 wurde er zum Staatssekretär mit dem Aufgabenbereich Privatisierung und Regionalentwicklung ernannt. Zwischen 1996 und 2000 diente er unter Ministerpräsident Janez Drnovšek als Minister für Arbeit, Familie und Soziales.
Nach der Wahl zur Staatsversammlung am 15. Oktober 2000 wurde er zum Finanzminister ernannt. Diese Funktion übte er bis zu seiner Ernennung zum slowenischen Ministerpräsidenten am 19. Dezember 2002 aus. Nachdem seine Partei die slowenische Parlamentswahl am 3. Oktober 2004 verlor, musste er den Posten am 9. November 2004 an seinen Nachfolger Janez Janša abgeben.